# Tiba Elturki
Tiba Elturki (tiếng Ả Rập: طيبة التركي, đã Latinh hoá: Tībā al-Turkī) là một ngôi làng Syria nằm ở phó huyện Salamiyah thuộc huyện Salamiyah, Hama. Theo Cục Thống kê Trung ương Syria (CBS), Tiba Elturki có dân số 361 người trong cuộc điều tra dân số năm 2004. Tên làng là một sự phản ánh bản sắc dân tộc của vùng lân cận và cư dân của nó chủ yếu là dân tộc Syria Turkmens.